# Brachyteleutias flavosignatus
Brachyteleutias flavosignatus är en insektsart som beskrevs av Max Beier 1962. Brachyteleutias flavosignatus ingår i släktet Brachyteleutias och familjen vårtbitare. Inga underarter finns listade i Catalogue of Life.